# Cronologia da Primeira Guerra Mundial
Esta é uma cronologia da Primeira Guerra Mundial.

## 1914
- 28 de junho: O arquiduque Francisco Ferdinando, herdeiro do trono austro-húngaro, e sua esposa, Sofia, Duquesa de Hohenberg, são assassinados pelo nacionalista sérvio Gavrilo Princip durante visita a Sarajevo, na Bósnia.
- 23 de julho: A Áustria-Hungria envia um ultimato à Sérvia.
- 26 de julho: A Áustria-Hungria rompe as relações diplomáticas com a Sérvia.[1]
- 28 de julho: A Áustria-Hungria declara guerra à Sérvia. Início da Primeira Guerra Mundial
- 29 de julho: Mobilização geral na Rússia. Os navios de guerra austro-húngaros, no rio Danúbio, bombardeiam Belgrado, a capital sérvia.
- 31 de julho: O político socialista francês Jean Jaurès é assassinado em Paris pelo nacionalista fanático Raoul Villain. O governo belga decreta a mobilização geral.
- 1 de agosto: A Alemanha declara guerra à Rússia.
- 1 de agosto: A Alemanha e o Império Otomano assinam um tratado secreto da aliança.
- 1 de agosto: Declaração de neutralidade da Suécia. Mobilização geral na França.
- 1 de agosto: Mobilização geral na Alemanha.
- 2 de agosto: Tropas alemãs invadem o Luxemburgo. Ultimato alemão à Bélgica. Mobilização geral na França. A Itália declara neutralidade. O exército russo invade a Prússia Oriental.
- 3 de agosto: A Alemanha declara guerra à França e à Bélgica e invade a Rússia.
- 3 de agosto: Primeiro bombardeio aéreo em Lunéville, França.
- 4 de agosto: A Grã-Bretanha e a França declaram guerra à Alemanha.
- 4 de agosto: O Japão, a Suíça e o Brasil declaram neutralidade.
- 4 de agosto: Tropas alemãs invadem a Bélgica.
- 4 a 16 de agosto: Batalha de Liège (Bélgica).
- 5 de agosto: O Montenegro declara guerra à Áustria-Hungria. O Império Otomano fecha Dardanelos. A Cuba, o Uruguai, o México, a Argentina e o Chile declaram neutralidade.
- 6 de agosto: A Áustria-Hungria declara guerra à Rússia. A Sérvia declara guerra à Alemanha.
- 6 de agosto: O cruzador britânico HMS Amphion torna-se o primeiro navio da Marinha Real Britânica a ser afundado pelas minas marinhas alemãs no Mar do Norte, causando a morte de 150 homens e as primeiras baixas britânicas da guerra.
- 7 de agosto: As tropas czaristas russas invadem a Prússia Oriental. Os primeiros membros da Força Expedicionária Britânica chegam à França. O ministro da guerra inglês Lord Kitchner inicia recrutamento de soldados.
- 8 de agosto: A Noruega e a Suécia declaram neutralidade.
- 9 de agosto: O Montenegro declara guerra à Alemanha.
- 11 de agosto: A França declara guerra à Áustria-Hungria.
- 12 de agosto: A Grã-Bretanha declara guerra à Áustria-Hungria. Mobilização geral na Rússia. Tropas da Áustria-Hungria invadem a Sérvia.
- 12 de agosto: Batalha de Halen.
- 12 de agosto: A Força Expedicionária Britânica desembarca no Continente.
- 12 de agosto: Tropas do Império Austro-Húngaro invadem Sérvia.
- 14 a 24 de agosto: Batalha das Fronteiras.
- 14 a 22 de agosto: Batalha de Lorraine.
- 15 de agosto: Ultimato japonês à Alemanha.
- 16 a 19 de agosto: Batalha de Cer.
- 16 a 20 de agosto: O exército russo derrota os alemães na Batalha de Gumbinnen e passa a ameaçar Conisberga.
- 17 de agosto: Comandado pelo general Paul von Rennenkampf, o Primeiro Exército Russo invade a Prússia Oriental. Batalha de Stallupönen.
- 19 de agosto: O presidente Woodrow Wilson declara neutralidade dos Estados Unidos.[2]
- 19 a 20 de agosto: Batalha de Lorraine.
- 20 de agosto: Tropas alemãs ocupam Bruxelas, Bélgica e ocorre a Batalha de Gumbinnen.
- 20 a 25 de agosto: Batalha de Namur (Bélgica).
- 21 de agosto: Batalha de Charleroi (Bélgica).
- 21 a 23 de agosto: Batalha das Ardenas na fronteira franco-belga.
- 22 de agosto: A Áustria-Hungria declara guerra à Bélgica. Tropas alemãs massacram 400 civis belgas em Tamines.
- 23 de agosto: O Japão declara guerra à Alemanha.
- 23 de agosto: Batalha de Mons.
- 23 a 25 de agosto: Batalha de Krasnik.
- 23 de agosto a 2 de setembro: Batalha de Tannenberg.
- 23 de agosto a 2 de setembro: A Áustria-Hungria invade a Polônia Russa (Galicia).
- 24 de agosto a 7 de setembro: Cerco a Maubeuge (Bélgica).
- 25 de agosto: O Japão declara guerra à Áustria.
- 26 de agosto a 27 de agosto: Batalha de Le Cateau.
- 27 de agosto: A Áustria-Hungria declara guerra ao Japão.[1]
- 28 de agosto: A Áustria-Hungria declara guerra à Bélgica.
- 28 de agosto: Batalha de Heligolândia: Cruzadores britânicos afundam três cruzadores alemães.
- 29 a 30 de agosto: Batalha de Saint-Quentin, também conhecida como Batalha de Guise.
- 30 de agosto: Tropas alemãs invadem Marne.
- 2 a 11 de setembro: Batalha de Rowa.
- 3 de setembro: A capital francesa é movida de Paris para Bordeaux.
- 4 de setembro: Tropas alemãs ocupam Reims.
- 5 a 12 de setembro: Primeira Batalha do Marne.
- 5 de setembro: Um cruzador britânico HMS Pathfinder é torpedeado por um submarino alemão U-21.
- 9 a 14 de stembro: Primeira Batalha dos Lagos Masurianos
- 11 a 21 de setembro: Tropas australianas ocupam a Nova Guiné.
- 13 a 28 de setembro: Primeira Batalha do Aisne.
- 14 de setembro: Vitória britânica na Batalha de Trindade ao afundar um cruzador da Kaiserliche Marine.
- 15 de setembro: As primeiras trincheiras na frente ocidental são cavadas.[3]
- 17 a 28 de setembro: Austro-alemão ataca Polônia ocidental.
- 22 de setembro: Um submarino alemão U-9 torpedeia três cruzadores britânicos HMS Aboukir, HMS Hogue e HMS Cressy na costa neelandesea.
- 25 de setembro: Primeira Batalha de Albert.
- 26 de setembro de 1914 a 6 de fevereiro de 1917: Campanha do Sudoeste da África
- 27 de setembro: A Força Armada Canadense, embarca para a Inglaterra.
- 28 de setembro: A Áustria-Hungria declara guerra à Sérvia.
- 28 de setembro a 10 de outubro: Cerco a Antuérpia (Bélgica).
- 29 de setembro a 31 de outubro: Batalha de Varsóvia.
- 30 de setembro: Os belgas alagam o Yser, paralisando a ofensiva alemã no flanco norte da frente ocidental.
- Outubro de 1914 a 9 de julho de 1915: Campanha alemã em Angola
- 1 a 4 de outubro: Batalha de Arras.
- 3 de outubro: Tropas austro-germânicas invadem a Polônia.
- 9 de outubro: Tropas alemãs tomam Antuérpia, Bélgica.
- 10 de outubro: Terceira invasão da Sérvia pela Áustria, Belgrado é capturada no dia 2 de dezembro.
- 10 de outubro a 2 de novembro: Batalha de La Bassée.
- 12 de outubro: Inicia-se a Batalha de Flandres.
- 12 de outubro a 2 de novembro: Batalha de Messines (Bélgica).
- 16 de outubro: Tropas canadenses chegam a Grã-Bretanha.
- 16 a 31 de outubro: Batalha de Yser.
- 19 de outubro a 22 de novembro: Primeira Batalha de Ypres.
- 29 de outubro: O Império Otomano declara guerra aos aliados.
- 28 de outubro: Batalha de Penang.
- 29 de outubro: O Império Otomano entra na guerra. Tropas alemãs e turcas atacam a marinha russa no Mar Negro.
- 30 de outubro: A Bélgica rompe as relações diplomáticas com o Império Otomano.[1]
- 1 de novembro: A Austrália começa a recrutar soldados para a Primeira Guerra Mundial.
- 1 de novembro: Batalha Naval de Coronel ao largo da costa chilena.
- 1 de novembro: A Rússia declara guerra ao Império Otomano.
- 2 a 5 de novembro: A Grã-Bretanha anexa Chipre, ocupado desde 1878.
- 2 de novembro: A Rússia declara guerra ao Império Otomano.
- 3 de novembro: O Montenegro declara guerra ao Império Otomano.
- 4 de novembro: A Rússia e a Sérvia declaram guerra ao Império Otomano. O Império Otomano rompe as relações diplomáticas com a Grã-Bretanha, a França, a Rússia e a Sérvia.[4]
- 5 de novembro: A França e a Grã-Bretanha declaram guerra ao Império Otomano.
- 7 de novembro: Segunda invasão da Prússia pela Rússia. Tropas japonesas e britânicas capturam as tropas alemãs em Tsingtao, China.
- 9 de novembro: Batalha de Cocos: O cruzador alemão SMS Emden é torpedeado e afundado pelo cruzador australiano HMAS Sydney.
- 11 de novembro a 6 de dezembro: Batalha de Lodz (Lviv) entre alemães e russos.
- 12 de novembro: O Império Otomano declara guerra aos aliados.
- 16 de novembro a 15 de dezembro: Batalha de Kolubara.
- 20 de novembro: A Bulgária proclama neutralidade.
- 3 a 15 de dezembro: Batalha de Kolubara.
- 8 de dezembro: Batalha das Malvinas (Falklands).
- 15 de dezembro: A Sérvia é totalmente tomada pelas forças austríacas.
- 16 de dezembro: Navios de guerra alemães bombardeiam Hartlepool e Scarborough, matando 122 civis.
- 17 de dezembro: O Egito é declarado protetorado britânico.
- 20 de dezembro: Primeira Batalha de Champagne.
- 21 de dezembro: Primeiro ataque aéreo alemão na Grã-Bretanha.
- 25 de dezembro: A inédita e não autorizada trégua de Natal na frente oeste.
- 29 de dezembro de 1914 a 2 de janeiro de 1915: Os russos vencem a Batalha de Sarikamis, Caucásia.

## 1915
- 1 de janeiro: Uma arma química (brometo xílico) é usada pela primeira vez na guerra, por iniciativa do exército alemão contra os soldados russos em Bolimow, Polônia e na Eslováquia.
- 1 de janeiro: O couraçado HMS Formidable é afundado pelo alemão U-Boat SM U-24.
- 1 de janeiro a 30 de março: Inicia a ofensiva aliada em Artois e Champagne.
- 8 a 15 de janeiro: Batalha de Soissons.
- 10 a 12 de janeiro: A Batalha de Neuve Chapelle resulta em pequeno avanço inglês.
- 18 de janeiro: O Japão envia ultimato à China, ameaçado dominá-la.
- 19 a 20 de janeiro: Primeiro ataque aéreo alemão (Zeppelin) na Inglaterra.
- 24 de janeiro: Batalha Naval de Dogger Bank.
- 31 de janeiro: Os alemães usam o gás lacrimogêneo contra os russos em Bolimow, Polônia.
- 3 de fevereiro: A Turquia realiza um ataque fracasso contra o canal de Suez.
- 4 de fevereiro: Marinha alemã começa campanha submarinha contra os Aliados.
- 6 de fevereiro: As forças russas são expulsas do leste da Prússia.
- 7 a 22 de fevereiro: Segunda Batalha dos Lagos Masurianos.
- 16 de fevereiro: Os primeiros aviões de combate bimotores são utilizados pela França e pela Alemanha, na região da Champagne.
- 18 de fevereiro: A Alemanha inicia seu bloqueio naval submarino.
- 19 de fevereiro: Ataque inglês aos Dardanelos.
- 1 de março: O cidadão americano morre e torna-se o primeiro passageiro a ser afundado por U-Boats.
- 10 a 13 de março: Batalha de Neuve Chapelle.
- 11 de março: A Grã-Bretanha declara o bloqueio de todos os portos alemães.
- 14 de março: O cruzador alemão SMS Dresden é afundado pelos navios de guerra britânicos.
- 9 de abril: Sob ordens dos Generais Sir Ian Hamilton e D'Amade as forças francesas e inglesas se concentram ao largo de Dardanelos.
- 13 de abril: Um dirigível Zeppelin lança bombas sobre o aeroporto de Bailleul.
- 22 de abril a 25 de maio: Segunda Batalha de Ypres.
- 22 de abril: O primeiro uso do gás venenoso (cloro) é introduzido pelas tropas alemãs, em um ataque ao setor canadense, em Ypres, Bélgica.
- 25 de abril: Campanha de Galípoli: Tropas inglesas desembarcam em Galípoli, na Turquia. Ocorrem violentos embates.
- 25 de abril: O Tratado de Londres é assinado secretamente entre a França, a Rússia, a Grã-Bretanha e a Itália.
- 26 de abril: A Itália assina o tratado de Londres com os Aliados.
- 28 de abril: Um maciço ataque austro-germânico na região da Galícia provoca violentas baixas nos exércitos russos.
- 1 de maio: O navio norte-americano Gulflight é torpedeado pelo submarino alemão U-30.
- 7 de maio: O navio britânico RMS Lusitania é torpedeado pelo submarino alemão U-20 à costa da Irlanda e deixa 1.198 mortos, includindo 128 americanos.
- 9 a 15 de maio: Batalha de Aubers Ridge, também conhecida como a Segunda Batalha de Artois.
- 15 a 27 de maio: Batalha de Festubert.
- 23 de maio: A Itália declara guerra à Áustria-Hungria.
- 25 de maio: A China cede ao ultimato japonês das 21 reclamações.
- 26 de maio: O governo de coalizão britânico é formado.
- 1 de junho: Primeiro ataque aéreo a Londres com Zeppelins.
- 3 de junho: San Marino declara guerra à Áustria-Hungria.
- 23 de junho a 7 de julho: Primeira Batalha de Isonzo.
- 26 de junho: Tem início a Batalha de Argonne.
- 29 de junho: Primeira Batalha do Isonzo.
- 9 a 18 de julho: Na região do Arras, os aliados efetuam uma investida infrutífera na Batalha do Artois.
- 11 de julho: O cruzador alemão Königsberg é afundado.
- 15 de julho: A Rússia sofre diversas derrotas críticas na Polônia e à leste do seu território.
- 18 de julho a 3 de agosto: Segunda Batalha do Isonzo.
- 30 de julho: Tropas alemãs usam os lança-chamas pela primeira vez contra as linhas britânicas em Hooge, Ypres.
- 4 de agosto: Tropas alemãs capturam Varsóvia.
- 5 de agosto: Alemães prendem a enfermeira britânica Edith Cavell. As tropas alemãs entram em Varsóvia.
- 6 de agosto: Continuam os desembarques britânicos. Ocorre a Batalha da Baía de Sulva.
- 6 a 21 de agosto: Batalha de Sari Bair.
- 20 de agosto: A Itália declara guerra ao Império Otomano.
- 6 de setembro: O Czar assume o comando das forças russas.
- 9 de setembro: Os Estados Unidos pedem a retirada do embaixador austríaco.
- 15 de setembro a 4 de novembro: Terceira Batalha de Artois.
- 18 de setembro: Tropas alemães tomam Vilna (Lituânia).
- 19 de setembro: Começam as invasões austro-germânicas da Sérvia. O exército sérvio sofre vários reveses.
- 21 de setembro: Começam os ataques anglo-franceses na Macedônia.
- 25 de setembro a 6 de novembro: Segunda Batalha de Champagne.
- 25 de setembro a 28 de setembro: Batalha de Loos.
- 29 de setembro: O cume de Vimy é capturado pelos aliados.
- 5 de outubro: A Bulgária entra na guerra.
- 6 de outubro: A Alemanha, a Áustria-Hungria e a Bulgária invadem a Sérvia pela quarta vez.
- 12 de outubro: Edith Cavell, enfermeira britânica, é executada pelos alemães em Bruxelas, Bélgica.
- 14 de outubro: A Bulgária declara guerra à Sérvia.
- 15 de outubro: A Grã-Bretanha e o Montenegro declaram guerra à Bulgária.
- 16 de outubro: A França declara guerra à Bulgária.
- 18 de outubro a 3 de novembro: Terceira Batalha de Isonzo.
- 19 de outubro: A Itália e a Rússia declaram guerra à Bulgária.
- 31 de outubro: Os capacetes de aço, usados pelo Exército Britânico, são introduzidos.
- 1 de novembro: Os aliados tomam a decisão de se retirar dos Dardanelos.
- 10 de novembro a 2 de dezembro: Quarta Batalha de Isonzo.
- 22 a 25 de novembro: Batalha de Ctesiphon.
- 3 de dezembro: Joseph Joffre é promovido a comandante-chefe do exército francês.
- 19 de dezembro: Sir Douglas Haig torna-se o comandante da Força Expedicionária Britânica.
- 19 de dezembro: O fosgênio, usado pelos alemães que atacam contra as tropas britânicas em Nieltje, Ypres, é introduzido.

## 1916
- 1 de janeiro: Os aliados entram na nova capital do Camarões, Yaoundé.
- 11 de janeiro: Corfu é ocupada pelos aliados.
- 29 de janeiro: Paris é bombardeada pelo alemão  Zeppelins pela primeira vez.
- 10 de fevereiro: Concluída a evacuação da Sérvia, ocupada pelas Potências Centrais.
- 13 a 16 de fevereiro: Batalha de Erzurum.
- 21 de fevereiro a 19 de dezembro: Batalha de Verdun.
- 29 de fevereiro: O piloto alemão Kurt Haber abate um avião Voisin em Soissons.
- 2 de março a 24 de agosto: Batalha de Bitlisse.
- 2 de março: Charles de Gaulle é preso durante a Batalha de Verdun.
- 8 de março: Batalha de Dujaila.
- 9 de março[5]: A Alemanha declara guerra a Portugal.
- 9 a 17 de março: Quinta Batalha de Isonzo.
- 15 de março: A Áustria-Hungria declara guerra a Portugal. A Áustria-Hungria rompe as relações diplomáticas com Portugal.[1]
- 20 de março: Tropas aliadas atacam Zeebrugge, Bélgica.
- 24 de abril: Levante em Dublin, contra a dominação inglesa.
- 27 a 29 de abril: Batalha de Hulluch.
- 15 de maio: Tropas canadenses capturam Vimy Ridge.
- 15 a 16 de maio[6]: O Acordo Sykes-Picot é negociado e concluído entre os governos da Grã-Bretanha e da França.
- 21 de maio: Os britânicos perdem a colina de Vimy.
- 31 de maio a 1 de junho: Batalha da Jutlândia entre a Great Fleet, sob o comando britânico de Jellicoe, e a Hochseeflotte, do almirante alemão Scheer.
- 2 a 3 de junho: Batalha do Monte Sorrell.
- 4 de junho a 20 de setembro: Ofensiva Brusilov: Sob ordens de Brusilov os exércitos russos lançam uma campanha massiva na Galícia e no sul da Rússia.
- 5 de junho: O cruzador couraçado HMS Hampshire é afundado pela mina submarina. Morre o General britânico Herbert Kitchener em combate.
- 10 de junho: Paolo Boselli sucede Antonio Salandra como primeiro-ministro da Itália.
- 1 de julho: Ofensiva Anglo-francesa: Início da Batalha do Somme (até 18 de novembro).
- 2 de julho a 25 de julho: Batalha de Erzinjane: Forças russas derrota as tropas do Império Otomano na Armênia.
- 9 de julho: O piloto alemão Hans Karl Müller abate um balão em Verdun.
- 14 de julho: Batalha de Bazentin Ridge.
- 23 de julho a 7 de agosto: Batalha de Pozières.
- 1 de agosto: Batalhas encarniçadas ocorrem na frente de Isonzo, na Itália. Dirigíveis são usados para ataques aéreos a Londres.
- 3 de agosto: O segundo ataque ao canal de Suez, novamente sob o comando de Kressenstein, é repelido.
- 3 a 5 de agosto: Batalha de Romani.
- 6 a 17 de agosto: Sexta Batalha do Isonzo.
- 9 de agosto: Os italianos capturam Gorizia.
- 18 de agosto a 5 de setembro: Batalha de Guillemont.
- 27 de agosto: Romênia declara guerra à Austria-Hungria.
- 28 de agosto: A Itália declara guerra à Alemanha.
- 29 de agosto: Alemanha declara guerra à Romênia.
- 29 de agosto: Paul von Hindenburg torna-se o Chefe do Estado-Maior do Exército alemão.
- 9 de setembro: Batalha de Ginchy.
- 14 a 16 de setembro: Sétima Batalha do Isonzo.
- 15 de setembro: Batalha de Flers-Courcelette. Tropas britânicas utilizam pela primeira vez os tanques de guerra em combate.
- 4 de outubro: Iniciam-se as ofensivas austro-germânicas contra a Romênia. Os exércitos romenos sofrem sucesivas derrotas.
- 7 de outubro: Adolf Hitler é ferido em combate na Batalha do Somme.
- 21 de outubro: Karl Count von Stuergkh, chanceler austríaco, é assassinado.
- 1 de novembro: Oitava Batalha do Isonzo.
- 4 de novembro: Nona Batalha do Isonzo.
- 7 de novembro: Woodrow Wilson é reeleito o Presidente dos Estados Unidos da América.
- 9 de novembro: Batalha do rio Ancre: marca o final da batalha do Somme.
- 18 de novembro: Fim da Batalha de Somme.
- 21 de novembro: Francisco José, imperador da Áustria-Hungria, morre e é sucedido por Kaiser Karl.
- 21 de novembro: O navio-hospital britânico HMHS Britannic é afundado por uma mina marítima, naufragando em 55 minutos.
- 23 de novembro: Frente Oriental: Buchareste, a capital da Romênia, é ocupada pelas tropas dos Impérios Centrais.
- 28 de novembro: Aviões alemães atacam Londres.
- 7 de dezembro: David Lloyd George sucede Asquith como primeiro-ministro britânico.
- 16 de dezembro: É fomando um novo gabinete de guerra inglês.
- 23 de dezembro: Batalha de Magdhaba.

## 1917
- 9 de janeiro: Batalha de Rafa. Alemães decidem lançar ofensiva total de submarinos.
- 16 de janeiro: O Telegrama Zimmermann é enviado pelo ministro do exterior do Império Alemão, Artur Zimmermann, para o embaixador alemão no México, Heinrich von Eckardt.
- 31 de janeiro: A Alemanha anuncia o começo da guerra submarina.
- 1 de fevereiro: Alemanha inicia uma política de guerra submarina irrestrita.
- 3 de fevereiro: Os Estados Unidos rompem relações diplomáticas com a Alemanha.
- 21 de fevereiro: Os alemães começam o recuo em direção à linha Hindenburg.
- 23 de fevereiro: Segunda Batalha de Kut. Os britânicos recapturam a cidade.
- 23 de fevereiro: O segundo contingente do Corpo Expedicionário Português parte para França.
- 11 de março: Britânicos tomam Bagdá.
- 15 de março: Abdicação do czar Nicolau II da Rússia, em função dos desdobramentos revolucionários em seu país.
- 18 de março: Após as retiradas alemãs os britânicos ocupam Péronne e os franceses ocupam Noyon.
- 26 de março: Primeira Batalha de Gaza.
- 4 de abril: O navio brasileiro Pananá é afundado por um submarino alemão na costa da França.[7]
- 6 de abril: Os Estados Unidos declaram guerra à Alemanha.
- 7 de abril: A Cuba e o Panamá declaram guerra à Alemanha.
- 8 de abril: A Áustria-Hungria rompe as relações diplomáticas com os Estados Unidos.[1]
- 9 de abril a 16 de maio: Batalha de Arras.
- 9 de abril a 12 de abril: Batalha de Vimy Ridge: Tropas canadenses capturam Vimy Ridge.
- 11 de abril: O Brasil rompe relações diplomáticas com a Alemanha.
- 16 de abril: Lenin chega à Russia.
- 16 de abril a 9 de maio: Ofensiva Nivelle.
- 16 de abril a 9 de maio: Segunda Batalha de Aisne, também conhecida como Ofensiva Nivelle.
- 17 de abril: Franceses utilizam tanques pela primeira vez em combate.
- 19 de abril: Segunda Batalha de Gaza.
- 25 de abril: Ocorrem diversos motins no exército francês. Eles persistirão até agosto.
- 12 de maio a 24 de outubro: Décima, décima-primeira e décima-segunda Batalhas do Isonzo.
- 14 de maio: Batalha do Estreito de Otanto.
- 15 de maio: O general Nivelle é dispensado, Pétain toma seu lugar. Reide naval austro-húngaro em Otranto, no Mediterrâneo.
- 21 de maio: Leo Pinckney torna-se o primeiro afro-americano a ser destacado para a Primeira Guerra Mundial.
- 26 de maio: As primeiras tropas estadunidenses chegam à França.
- 3 de junho: A primeira divisão americana desembarca na França.
- 7 a 14 de junho: Batalha de Messines: Britânicos capturam o monte Wytschaete.
- 12 de junho: O rei Constantino I da Grécia abdica do trono.
- 25 de junho: Tropas estadunidenses chegam à França.
- 26 de junho: Primeiras tropas americanas começa a chegar à França, Primeira Divisão.
- 27 de junho: A Grécia declara guerra à Alemanha, à Áustria-Hungria, á Bulgária e ao Império Otomano.
- 29 de junho: Grécia declara guerra à Alemanha, Áustria-Hungria e Itália.
- 6 de julho: Aquaba é capturado pelos árabes, liderado por T. E. Lawrence.
- 22 de julho a 1 de agosto: Batalha de Marasti.
- 31 de julho a 6 de novembro: Batalha de Passchendaele, também conhecida como a Terceira Batalha de Ypres.
- 1 de agosto: Proposta de paz do Papa Benedito XV.
- 6 de agosto: Aleksander Fyodorovich Kerensky é nomeado primeiro-ministro da Rússia.
- 6 de agosto a 8 de setembro: Batalha de Marasesti entre romenos e alemães.
- 14 de agosto: China declara guerra à Alemanha.
- 15 a 25 de agosto: Batalha da Colina 70.
- 3 de setembro: O exército alemão conquista Riga.
- 27 a 28 de setembro: Batalha de Ramadi, Mesopotâmia.
- 15 de outubro: Mata Hari, dançarina holandesa, é condenada por espionagem e fuzilada em Vincennes, França.
- 24 de outubro a 9 de novembro: Batalha de Caporetto, também conhecida como Batalha de Karfreit ou Décima-segunda Batalha do Isonzo.
- 26 de outubro: O Brasil é o único país sul-americano a declarar guerra à Alemanha e decreta Estado de Sítio.
- 30 de outubro: Vittorio Emanuele Orlando sucede Paolo Boselli como primeiro-ministro da Itália.
- 31 de outubro a 7 de novembro: Terceira Batalha da Gaza.
- 2 de novembro: Declaração de Balfour. Morrem os primeiros soldados dos Estados Unidos na Primeira Guerra Mundial.
- 5 de novembro: O navio norte-americano USS Alcedo afunda na costa francesa.
- 7 de novembro: A Revolução de Outubro começa na Rússia. Bolcheviques tomam o poder e criam a República Socialista Federativa Soviética da Rússia, precursora da União Soviética (criada somente em 1922).
- 16 de novembro: Georges Clemenceau torna-se o primeiro-ministro da França.
- 20 de novembro a 6 de dezembro: Batalha de Cambrai.
- 3 de dezembro: A Rússia assina um armistício com a Alemanha e retira-se da guerra.
- 6 de dezembro: O destróier estadunidense USS Jacob Jones é torpedeado e afundado pelo submarino alemão.
- 7 de dezembro: Os Estados Unidos declaram guerra à Áustria-Hungria.
- 8 a 26 de dezembro: Batalha de Jerusalém.
- 9 de dezembro: A Grã-Bretanha toma Jerusalém dos turcos. Armistício entre a Romênia e os impérios centrais.
- 15 de dezembro: Um armistício é assinado entre a Alemanha e a Rússia.
- 23 de dezembro: A Rússia assina um armistício com a Alemanha.

## 1918
- 8 de janeiro: Os Quatorze Pontos são proposições criadas pelo presidente estadunidense Woodrow Wilson em seu discurso ao Congresso dos Estados Unidos.
- 9 de fevereiro: A Ucrânia independente assina a paz.
- 3 de março: A Rússia, a Áustria-Hungria e a Alemanha assinam o Tratado de Brest-Litovsk.
- 7 de março: O governo da Romênia assina o Tratado de Buchareste.
- 21 de março: É lançada a grande ofensiva de primavera alemã no oeste europeu. O primeiro ataque - ofensiva Michael - é direcionado contra as forças britânicas.
- 21 de março a 5 de abril: Segunda Batalha do Somme.
- 21 de março a 18 de julho: Ofensiva da Primavera.
- 22 de março: Os alemães alcançam a linha do Somme.
- 26 de março: Alberto e Noyon são perdidas. Aliados conferenciam em Doullens sobre unidade de comando das forças.
- 27 de março: As forças alemãs chegam ao rio Scarpe.
- 28 de março: Contra-ataques franceses retêm os alemães na região do Somme.
- 29 de março: O general Foch é apontado como coordenador de ações aliado.
- 1 de abril: A RAF (Royal Air Force) é criada como força independente.
- 9 de abril: Ofensiva Georgette: Ataques alemães na Bélgica. Ocorrem combates pesados.
- 9 de abril a 29 de abril: Batalha do Lys.
- 14 de abril: O general Foch é designado como Comandante-chefe dos exércitos aliados na França.
- 15 de abril: Bailleul é perdida.
- 16 de abril: Wytschaete e Meteren são perdidas.
- 17 de abril: Os alemães capturam Kemmel e Dranoutre.
- 21 de abril: Manfred von Richthofen, o Barão Vermelho, é morto em combate.
- 22 de abril: O reide naval de Zeebrugge é realizado com sucesso.
- 23 de abril: Ataques pesado alemães conquistam a linha Villers-Bretonneux. Batalha de Zeebrugge.
- 24 de abril: Tanques britânicos e alemães acontecem em Villers-Bretonneux, França, a primeira batalha de blindados da história.
- 1 de maio: As forças americanas unem-se aos aliados no front de Amiens.
- 7 de maio: A Romênia firma o tratado de paz de Bucareste.
- 24 de maio: Soldados britânicos são desembarcados em Murmansk.
- 27 de maio: Ofensiva Blucher: Ataque germânico em Aisne.
- 28 de maio: Batalha de Cantigny.
- 30 de maio: Os alemães alcançam o Marne.
- 30 de maio a 17 de junho: Batalha de Belleau Wood.
- 10 de junho: Um navio de guerra austro-húngaro é afundado por um navio a motor italiano.
- 9 de junho: Os alemães atacam em direção à Compiègne na Ofensiva Gneisenau.
- 11 de junho: O avanço alemão é detido.
- 13 a 23 de junho: Segunda Batalha de Piave.
- 15 de junho: Grande ataque austríaco no rio Piave - front italiano. Os austríacos são repelidos com pesadas baixas.
- 4 de julho: Batalha de Le Hamel.
- 6 de julho a 8 de agosto: Segunda Batalha do Marne.
- 15 de julho a 5 de agosto: Quinta e última grande ofensiva alemã de primavera.
- 16 de julho: O czar Nicolau II da Rússia e sua família são assassinados por bolcheviques no porão da casa Ipatiev, em Ekaterinburgo.
- 18 de julho: Grande contra-ataque aliado a sudeste do Marme.
- 22 de julho: Alemães iniciam retirada.
- 1 de agosto: Os aliados desembarcam tropas em Arcanjo na Rússia.
- 2 de agosto: Os franceses recuperam Soissons. Desembarque japonês na Sibéria.
- 3 de agosto: Desembarques aliados em Vladivostock.
- 6 de agosto: Segunda batalha de Amiens. Os aliados atacam com mais de peças de artilharia e 200 tanques em um front de 24 km. Um cunha é fincada nas linhas alemãs.
- 8 a 11 de agosto: Batalha de Amiens.
- 8 de agosto a 11 de novembro: Ofensiva dos Cem Dias em Amiens, França.
- 9 de agosto: Avanço francês, captura de Lassigny.
- 17 de agosto: Os franceses repelem os alemães das colinas do Aisne.
- 18 de agosto: Começa a retirada alemã da região de Ancre.
- 21 de agosto: Segunda Batalha de Bapaume. Os britânicos recuperam Alberto, Bapaume e Péronne.
- 26 de agosto: Batalha de Escarpa.
- 3 de setembro: Os alemães são obrigados a se retirar para a linha Hindenburg.
- 6 de setembro: Os americanos alcançam o Aisme.
- 12 de setembro: Os americanos capturam o saliente de São Mihiel.
- 14 de setembro: Os alemães recuam para a área entre o Meuse e o Moselle.
- 19 de setembro: Ofensiva britânica na Palestina derrota os exércitos turcos.
- 19 a 21 de setembro: Batalha de Megido.
- 24 de setembro: Eddie Rickenbacker é nomeado comandante após abater 5 aviões alemães.
- 26 de setembro a 11 de novembro: Batalha de Argonne.
- 26 de setembro: Grande ataque americano na área de Argonne.
- 26 de setembro: Segunda Batalha de Cambai. As tropas britânicas atacam em um front de 48 km entre St. Quentin e Sensée.
- 28 de setembro a 22 de outubro: Batalha de Flandres.
- 28 de setembro: Batalha de Saint-Quentin. Ingleses, franceses e americanos atacam em um front de 19 km entre o canal de Saint-Quentin e capturam Bellecourt.
- 30 de setembro: A Bulgária assina um armistício com os aliados.
- 1 de outubro: Os britânicos marcham em Damasco.
- 5 de outubro: O exército francês ataca no Aisne.
- 6 de outubro: Segunda Batalha de Le Cateau.
- 9 de outubro: Os alemães evacuam a área de Argonne.
- 17 de outubro: Batalha de Selle.
- 20 de outubro: Alemanha suspende a guerra submarina.
- 21 de outubro: Os americanos e franceses avançam lentamente ao norte de Verdun eliminando a resistência alemã na região.
- 23 a 30 de outubro: Batalha de Sharqat.
- 23 de outubro a 3 de novembro: Batalha de Vittorio Veneto.
- 24 de outubro: Terceira batalha de Piave no front italiano.
- 25 de outubro: Exército turco rende-se aos britânicos na Mesopotamia.
- 26 de outubro: Erich Ludendorff, general alemão, renuncia do cargo.
- 27 de outubro: O Império Austro-Húngaro solicita armistício aos EUA.
- 28 de outubro: Independência da Tchecoslováquia é oficialmente proclamada.
- 29 de outubro: Batalha de Sharqat.
- 29 de outubro: Wilhelm Groener substitui Erich Ludendorff como deputado de Hindenburg.
- 30 de outubro: O Império Otomano assina o Armistício de Mudros.
- 31 de outubro: As hostilidades entre os aliados e turcos cessam.
- 1 de novembro: Ataque e rápido avanço franco-americano na região de Forêt de Bourgogne. Avanço britânico entre Sambre e Scheldt (Batalha de Sambre).
- 3 de novembro: Motim de Marinheiros alemães em Kiel. A Áustria-Hungria assina o armistício com os aliados.
- 4 de novembro: Revolução em Hamburgo.
- 4 de novembro: A Áustria-Hungria rende-se à Itália.
- 6 de novembro: Os americanos ocupam Sedan.
- 8 de novembro: O marechal Foch recebe a delegação de paz alemã.
- 9 de novembro: Revolução em Berlim. Imperador Guilherme II da Alemanha abdica do trono e foge dos Baixos Países. A república alemã é proclamada.
- 10 de novembro: Sexagésima-nona vitória em combate do piloto norte-americano Eddie Rickenbacker.
- 11 de novembro: Fim da Batalha do Atlântico.
- 11 de novembro: Os britânicos entram em Mons. A Alemanha assina o armistício de Compiègne com os Aliados dentro de um vagão de trem na floresta às 11 horas. Fim da Primeira Guerra Mundial.
- 12 de novembro: A Áustria proclama uma república.
- 14 de novembro: A Tchecoslováquia proclama uma república em Praga. Últimas tropas alemãs se rendem na Rodésia do Norte.
- 18 de novembro: A Letónia proclama uma república em Riga.
- 22 de novembro: Os alemães evacuam o Luxemburgo.
- 27 de novembro: Os alemães evacuam a Bélgica.
- 1 de dezembro: A independência da Iugoslávia é proclamada.

## 1919
- 18 de janeiro: A Conferência de Paz de Paris é aberta.
- 25 de janeiro: O Tratado de Versalhes é assinado entre os Aliados e a Alemanha.
- 7 de abril: Os aliados evacuam Odessa.
- 8 de julho: A Alemanha ratifica o Tratado de Versalhes.
- 21 de julho: A Grã-Bretanha ratifica o Tratado de Versalhes.
- 10 de setembro: O Tratado de St. Germain é assinado pela Áustria e aliados.
- 27 de novembro: O Tratado de Neiully é assinado pela Bulgária e aliados.

## 1920
- 10 de janeiro: Entra em vigor o Tratado de Versalhes. É inaugurada a Primeira Assembleia da Sociedade das Nações. A Cidade Livre de Danzig é estabelecida.
- 21 de janeiro: Termina a Conferência de Paz de Paris.
- 14 de fevereiro: Ocorre o primeiro Plebiscito de Schleswig.
- 14 de março: Ocorre o segundo Plebiscito de Schleswig.
- 4 de junho: O Tratado de Trianon é assinado entre os aliados e Hungria.
- 15 de junho: Ocorre o terceiro Plebiscito de Schleswig.
- 28 de junho: O Tratado de Versalhes é assinado.
- 10 de agosto: O Tratado de Sèvres é assinado entre os aliados e o Império Otomano.
- 12 de novembro: O Tratado de Rapallo é assinado entre a Itália e a Iugoslávia. Zadar é anexada pela Itália e o Estado Livre de Fiume é fundado.